# 넬 카터

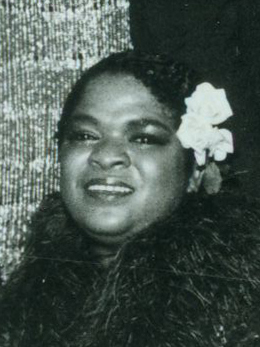

넬 카터(Nell Carter, 1948년 9월 13일 ~ 2003년 1월 23일)는 미국의 가수, 배우, 성우이다.
버밍햄에서 태어났으며 베벌리힐스에서 사망하였다. 사인은 당뇨병이다.

## 출연 작품
- 스윙 (2004년)
- Back by Midnight (2004)
- 레바 (2001년)
- 파킨 다 펑크 (1997년)
- 소유자 (1996년)
- 그래스 하프 (1995년)
- 마지막 슛 (1992년)
- 블랙 로드 (1981년)
- 사랑 대소동 (1981년)

### 텔레비전
- 그레이트 퍼포먼스 (1972년) - 게스트 역
- 터치드 바이 언 엔젤 (1994년)